# ストロング小林
ストロング小林（ストロングこばやし / Strong Kobayashi、1940年12月25日 - 2021年12月31日）は、日本のプロレスラー、タレント。本名および旧リングネームは小林 省三（こばやし しょうぞう）。
現役選手時代はパワーファイターとして活躍し、1970年代前半の国際プロレスではエースを務め、新日本プロレス移籍後もメインイベンターの一角を担った。アメリカのマット界においても、AWAやWWWF（現：WWE）などのメジャーテリトリーにおいて実績を残している。
セミリタイア後は俳優・タレントに転身。1982年の映画『伊賀忍法帖』出演をきっかけに、ストロング金剛（ストロングこんごう）の芸名で活動。2003年からは再びストロング小林の芸名で活動していた。

## 来歴

### 国際プロレス時代
東京都文京区本郷で生まれ、同青梅市に疎開し、終戦後もそのまま同地で育った。中学時代に相撲部屋からスカウトが来たが断り、東京都立農林高等学校卒業後、国鉄に就職し、稲城長沼駅に勤務。父も国鉄に勤務していた。勤務の傍ら、プロレスラー力道山の逆三角形の肉体に憧れてボディビルに打ち込む。1966年10月、友人が出場したボディビル大会の会場で、国際プロレス社長・吉原功と出会い、その場で吉原とマティ鈴木にスカウトされ、団体旗揚げ間近の同年11月1日に入門。そのボディビル大会には、後に新日本プロレスのレフェリーを務めることになるミスター高橋も出場していた。プロレスラー転向に関しては、家族からプロレスラーになるために国鉄を退職するのを反対され、最終的に親戚まで呼んで説得したという。ヒロ・マツダの付き人として全国巡業に同行。翌1967年7月27日、マスクマンの「覆面太郎」として大磯武を相手にデビュー。日本人でデビューした覆面レスラー第1号となるが、1968年1月3日、TBSによる国際プロレスのテレビ放映開始と同時に素顔になった。
当時のブッカーだったグレート東郷が国際プロレスと決別して帰国する際、東郷からアメリカ行きを打診されたが、その誘いを断り、1968年10月にヨーロッパへの初の海外修行へ出発。その後、帰国と遠征を繰り返す中で実力を上げ、パリでのIWA世界タッグ王座奪取（1969年5月18日、豊登と組んでモンスター・ロシモフ&イワン・ストロゴフに勝利）、東京でのUSAヘビー級王座獲得（1969年10月14日、バディ・コルトから奪取）、アメリカ合衆国ミネソタ州ダルースでのIWA世界ヘビー級王座戴冠（1971年6月19日、前王者はビル・ミラー）、1972年の第4回IWAワールド・シリーズ優勝（決勝の相手はロシモフ）などの実績を築き、国際プロレスのエースに君臨する。当時の国際プロレスの提携団体だったAWAの総帥バーン・ガニアのAWA世界ヘビー級王座にも、1970年2月に大阪と東京で連続挑戦。1971年のアメリカ遠征においても、ミネアポリス、シカゴ、デンバー、ウィニペグ、ミルウォーキーなど各地で再三挑戦した。IWA世界ヘビー級王者として凱旋帰国する際も、ガニアからはアメリカに残るよう慰留されたという。
IWA世界ヘビー級王座は1971年6月の獲得からワフー・マクダニエルに敗れる1973年11月9日まで2年6か月間保持、ブラックジャック・ランザ、レッド・バスチェン、バロン・フォン・ラシク、ジェリー・ブラウン、ダスティ・ローデス、ダン・ミラー、カーティス・イヤウケア、ホースト・ホフマン、マッドドッグ・バション、エドワード・カーペンティア、ビル・ロビンソン、クラッシャー・リソワスキー、ザ・プロフェッショナル、イワン・コロフ、ディック・マードック、前王者ミラー、そして同門のラッシャー木村などの強豪を挑戦者に、25回の防衛を記録している。この記録は、ジャイアント馬場のインターナショナル・ヘビー級王座21回連続防衛を破る当時の日本人新記録であった。しかし、後に馬場がPWFヘビー級王座の38回連続防衛を達成し抜き返した。
その間の1972年7月7日には、木村の返上で空位となっていたIWA世界タッグ王座決定戦において、グレート草津との新コンビでミラー&バロン・シクルナを破り、同王座への2度目の戴冠を果たす。以後、シングルとタッグのIWA2冠王として、1973年4月18日にバション&コロフに敗れるまで、バディ・オースチン&ビル・ドロモ、ディック・ザ・ブルーザー&クラッシャーなどのチームを相手に6回の防衛戦を行った。
国際プロレスの象徴でもあった金網デスマッチには、1971年10月26日のダニー・リンチ戦で初挑戦（国際所属選手では木村とサンダー杉山に次いで3人目）。以降、IWA世界ヘビー級王座の防衛戦では1972年1月27日のイヤウケア戦、同年11月28日のクラッシャー戦、1973年1月16日のプロフェッショナル戦、同年3月16日のバション戦の4試合は金網デスマッチで行われた。ノンタイトル戦でもオースチン、ドロモ、ベンジー・ラミレス、バスチェン、ターザン・タイラー、ラーズ・アンダーソン、ローデス、スカンドル・アクバ、マードック、ブラックジャック・マリガンなどと金網デスマッチで対戦した。

### 新日本プロレス時代
1973年11月30日にマクダニエルからIWA世界ヘビー級王座を奪還し、1974年1月14日と1月19日にカウボーイ・ビル・ワットを相手に2度の防衛に成功。団体の屋台骨として順調に活躍していた矢先、『'74パイオニア・シリーズ』最終戦当日である1974年2月1日に国際プロレスへ辞表を提出。同年2月13日、小林はフリー宣言してジャイアント馬場とアントニオ猪木への挑戦を表明し、両者に内容証明郵便で挑戦状を送り付け、IWA王座を返上して国際プロレスを退団した。この事件は小林の引き抜きを画策していた新日本プロレスが仕組んだシナリオであったと目されているが、離脱の背景にはマッチメーカーのグレート草津との確執があり、小林自身も「誰かの横槍で吉原社長に冷遇されるようになり、以前から離脱を考えていた」などと語っている。また、2016年に行われた大位山勝三と鶴見五郎の対談でも、草津と小林との関係が良くなかったことが明かされており、鶴見によると草津は、自身が団体のエースになれなかった嫉妬心から小林のことを随分と虐めていたようであり、八戸から苫小牧へのフェリーの船中で、酒に酔って「よぉ小林、お前は誰のおかげで上を取れてると思ってんだ!」と絡み出し、活字に出来ないような罵詈雑言を浴びせたという。小林の国際プロレス退団直後に新日本プロレスはすぐさま動き、新間寿が小林との極秘交渉を開始した一方で、全日本プロレスも『月刊プロレス』編集長であった藤澤久雄に依頼して、新日本参戦を阻止するよう依頼した。これを受けて、同年3月8日には吉原社長が会見上で小林の契約違反を主張し、国際プロレスは小林に対し移籍金を要求するという事態に発展したが、当時の新日本プロレスは、テレビ中継開始後も旗揚げ時からの借金を未だに抱えており、違約金を支払える余裕はなかった。最終的に東京スポーツ新聞社が仲介に入り、東京スポーツが1000万円を国際プロレスに支払うことで和解、一時的に小林は東京スポーツ所属のレスラーとなる。馬場と猪木の日本プロレス離脱後は発行部数が落ちていた東京スポーツにとっても、猪木とのシングルマッチの開催は発行部数回復の起爆剤として期待された。小林の国際プロレス退団後、TBS『TWWAプロレス中継』における小林出場試合の中継は問題なく同年2月16日・3月9日・3月16日にそれぞれ放送された。
同年3月19日、蔵前国技館において猪木とのシングルマッチが行われ、猪木の保持するNWF世界ヘビー級王座に挑戦。日本人選手同士・団体エース同士のタイトルマッチとして、大きな話題を呼んだ（同門対決のタイトルマッチとしては、小林は1973年7月9日に大阪府立体育館においてラッシャー木村を相手にIWA世界ヘビー級王座の防衛戦を行っている）。結果は猪木のジャーマン・スープレックス・ホールドに敗れる。なおこのときのジャーマンは猪木がブリッジの際に首だけで二人分の体重を支え、猪木のレスラー人生の中で最も危険かつ美しい角度で決まったといわれている。試合当日は、新間同伴の上で会場入りしたという。その後、WWWFなどへの海外遠征を経て、同年12月12日に同じく蔵前国技館で再戦が行われたがまたもや敗退、1975年5月、敗戦後の公約どおり新日本へ正式入団した。
なお、WWWFではフレッド・ブラッシーをマネージャーにヒールとして活動し、1974年9月21日にフィラデルフィアにてブルーノ・サンマルチノのWWWFヘビー級王座に挑戦。ニューヨークのマディソン・スクエア・ガーデンにおける定期戦では、10月7日にキラー・コワルスキーと組んでアンドレ・ザ・ジャイアント&ビクター・リベラと対戦、11月18日にはペドロ・モラレスとのシングルマッチも組まれた。WWWF入りする前の1974年5月から7月にかけてはNWAフロリダ地区（エディ・グラハム主宰のチャンピオンシップ・レスリング・フロム・フロリダ）を短期間サーキットし、韓国人選手パク・ソンのタッグパートナーとして覆面レスラーの「コリアン・アサシン（The Korean Assassin）」に変身、覆面太郎以来となるマスクマンに扮した（マネージャーはゲーリー・ハート）。同時期、フロリダに遠征してきた馬場とも邂逅しており、その際に全日本プロレス入りを打診されたという。しかし、前述の経緯から小林は東京スポーツに恩義を感じており、新日本プロレスのリングに上がることにした。
新日本プロレス入団後は坂口征二とタッグを組み、1976年2月5日にNWA北米タッグ王座を獲得。以後3年2か月に渡り、モラレス&リベラ、コロフ&スーパースター・ビリー・グラハム、パット・パターソン&ラリー・ヘニング、スタン・ハンセン&ザ・ハングマン、ブルート・バーナード&キラー・カール・クラップ、ピーター・メイビア&ヘイスタック・カルホーン、ボブ・ループ&クルト・フォン・ヘスなどの強豪チームを相手に防衛。タイガー・ジェット・シン&上田馬之助とも同王座を巡り抗争を繰り広げ、新日本プロレスにおいて猪木と坂口に次ぐ主力レスラーとして人気を博した。当時のキャッチフレーズは「怒濤の怪力」。しかし、腰痛の悪化もあって1979年には坂口のパートナーの座を長州力に譲るなど、徐々にトップグループから退いていった。なお、1978年以降の新日本プロレスと国際プロレスの対抗戦に際しては新日本の一員として国際勢と戦っており、1979年8月26日のプロレス夢のオールスター戦では、当時の国際のエースだった木村との久々の対戦が実現。1980年6月29日には、アニマル浜口が返上して空位となっていたIWA世界タッグ王座の新王者チーム決定戦に永源遙と組んで出場、ジプシー・ジョーら外国人選手の乱入でマイティ井上&寺西勇を下し8年ぶりに同王座に返り咲いたが、半月後の7月15日に井上&浜口に奪還された。
新日本プロレスでは役員にも就任するが、1981年10月16日の大分県立総合体育館での試合（星野勘太郎と組んでのアブドーラ・ザ・ブッチャー&バッドニュース・アレン戦）を最後に、腰痛を理由に長期欠場し、レスラー活動はセミリタイア状態となる。同時に俳優・タレントとしての活動を始め、1982年に映画『伊賀忍法帖』に出演した際、役名が「金剛坊」であったことから「ストロング金剛」に改名し、スキンヘッドとなる。以降、試合に出場することはなかったが、同年9月21日、大阪府立体育館における猪木vs木村の「髪切りデスマッチ」において観客席から国際軍団に加勢し、場外乱闘の際にセコンドの浜口にハサミを渡して観客のヒートを買った。その後も復帰が期待されたものの、参戦は果たされぬまま1984年8月26日、福生大会にて引退興行が行なわれ、正式に引退した。

### 引退後
引退後は芸能界に転身し、『痛快なりゆき番組 風雲!たけし城』や『超電子バイオマン』で怪人役を演じるなどした。愛嬌のあるキャラクターでお茶の間、子供に親しまれる。スキンヘッドの怪人で「ストロング○○」という名を持つパロディキャラクターも多く誕生した。
国際プロレス社長であった吉原功が死去する直前に、小林は吉原の元へ見舞いに訪れて3時間会話をした。その際、吉原から「私が育てたレスラーの中で小林君が一番だった」と言われた際には、小林は感謝の気持ちで一杯だったという。
1992年3月1日、横浜アリーナにて開催された、新日本プロレス設立20周年記念大会の企画として、坂口征二とタッグを組みエキシビション・マッチに出場し、タイガー・ジェット・シン&上田馬之助と対戦した。なお、現役時代に使用したガウンやタイツ、リングシューズなどのコスチュームは、ファンや知人にプレゼントしてしまい残っていなかったため、作務衣をガウン代わりに、唯一手元に残っていたWWWFに遠征した際に着用した田子作タイツを着用し、裸足で試合に出場している。
門馬忠雄によると小林と面会した時、国際プロレス時代の思い出話はしてくれたものの、新日本プロレス時代のことは一切喋らなかったという。
バラエティ番組『天才・たけしの元気が出るテレビ!!』で、沖縄の海岸で島崎俊郎と走っている時に落とし穴へ落とされるという企画で穴に落ちるが、2メートルの深さだったことから右足を悪くした。プロレス時代に腰痛とともに左足も悪くしており、これで小林は走ることが出来なくなったという。この時に、制作会社との補償の仲介をすると俳優協会から持ち掛けられたが、小林は「大ごとになるから、もういいんだよ」と断っている。
1995年4月に母親が突然死したことをきっかけに、自分の自由な時間を大事にして健康で長生きしようと以降は芸能活動を縮小し、表舞台に姿を見せる機会は減っていった。
2003年には、芸名をストロング金剛からストロング小林に戻した。芸能活動を縮小した後も、首と脚のトレーニングを毎日1時間行って体重は100キロ以上を保っており、痛めた腰の影響で歩行に杖が必要である以外はいたって健康であった。
2021年11月6日のスポーツ報知の記事によると、芸能活動は26年前に引退しており、また芸能活動を引退後に脊髄損傷の重傷を負い、その影響によって下半身麻痺となり、3年前の2018年から寝たきりの生活であることが明かされている。ストロング小林本人は取材を断っていたが、介護している親族より「プロレス界にストロング小林がいたっていうことを残してもらいたい」という希望で仲介役となり、インタビューを受けている。
2021年12月31日7時21分、膿肺のため、東京都青梅市内の病院で死去。81歳没。2021年夏頃から特別養護老人ホームに入居し生活していたが、同年11月9日に吐血して入院。一時危篤に陥って4日目に意識を取り戻したものの、寝たきりの状態が続いていたことから肺の状態を悪化させ、痰が左肺に入り込んだうえ、右肺には水が溜まる状態となっていた。その後12月末に症状が悪化し、家族に見守られながら息を引き取ったという。葬儀・告別式は年が明けた2022年1月9日に青梅市民斎場で行われ、新間寿らが参列した。法名は「金剛院釋誓省」。

### 死後
2023年12月には青梅市内の西友・河辺店内の市民ホールにて、「ストロング小林展実行委員会」により「ストロング小林展」が開催され、新日本プロレス設立20周年記念大会のエキシビション・マッチにて着用した、唯一手元に残っていたWWWFに遠征した際に着用していた田子作タイツや、覆面太郎時代のマスク等貴重な品々が展示された。

## 得意技
外国人選手に力負けしないパワーファイターとして知られていた。バックブリーカー系の技を多用したため、後年は腰痛に悩まされるようになった。
- ブレーンバスター（大きく抱え上げ、空中で溜めをつくってから後方に投げ捨てる。フィニッシュ・ムーブとして多用）
- カナディアン・バックブリーカー
- アトミック・ドロップ
- ベアハッグ
- ランニング・ボディ・プレス
- シュミット式バックブリーカー
- バックドロップ（ルー・テーズやアントニオ猪木のへそ投げ型と異なり、相手の左わきに頭を入れた後、右腕を腰に廻し、股間に左腕を入れて持ち上げ、溜めを作ってから後方に投げる方法だった。他にドリー・ファンク・ジュニアが同じ投げ型をしているが、さほど相手の腰を上げないまま後方に落とすのに比して、小林はより急角度に持ち上げ落とす）

## 獲得タイトル
- 国際プロレス
  - USAヘビー級王座：1回[13]
  - IWA世界ヘビー級王座：2回[14]
  - IWA世界タッグ王座：3回（w / 豊登→グレート草津→永源遙）[12]
  - IWAワールド・シリーズ優勝：1回（第4回大会）
- 新日本プロレス
  - NWA北米タッグ王座：2回（w / 坂口征二）[34]
  - アジアタッグ王座（新日本プロレス版）：1回（w / 坂口征二）

## マネージャー
- スタン "ビッグ・K" コワルスキー（AWA）
- ゲーリー・ハート（CWF）
- フレッド・ブラッシー（WWWF / WWF）

## 追記
- 国際プロレス離脱→新日本プロレス参戦という事件は、その後の日本プロレス史に大きな影響を及ぼした。1974年3月のアントニオ猪木対ストロング小林戦は力道山対木村政彦戦以来の日本人トップレスラー同士の対戦となり、東京スポーツ認定プロレス大賞「ベストバウト賞」の第1回受賞試合ともなった。また、日本人と外国人の戦いが主流だった当時の日本のプロレス界において、日本人同士の試合が興行の目玉になり得ることを示した。16,500人の超満員札止めだったため[28]、入場が出来なかった観客からは「せっかく地方から来たんだ。立見でいいから1、2万円払うんで入れてくれよ」と入口で押し問答した観客もいたといい[43]、新間寿の証言によると、当日券を求める客に対してスタッフは辺りにあったポスターを破いて「1000円」と書いてチケット代わりにして対処したという[29]。試合当日は、蔵前駅から蔵前国技館までの行列が途絶える事がなかった他、収容人数を上回る観客が入った事から、蔵前国技館の水道管が破裂したり、蔵前警察署から厳重注意されたという[24][44]。この一戦を実現するために新間は3週間に渡って小林の自宅に通い詰め、そのうちに小林がたくさん飼っていたマルチーズのうちの1頭が懐いたという逸話もある[29]。
- 大塚直樹によれば、新日本プロレスが旗揚げ間もない頃に興行ポスターを貼っていた際、小林が猪木に似ていた事から地元のファンに「小林が来る!」と言われた事があったという。1972年当時のTBS系列局は24局であったため、TBS系列局が所在する地域でいかに小林の人気が高かっかが窺い知れる[8]。
- 一方、国際プロレスは小林の国際プロレス退団に同調する形でTBSから1974年3月いっぱいでの放映打ち切りを通達されており[45][46]、小林離脱後は地方系列局を持たない東京12チャンネルへ放送局を移行。さらに、翌1975年からはAWAとの提携を解消、大剛鉄之助をブッカーに外国人招聘ルートをカナダの独立系プロモーションに変更したが、これにより外国人選手のネームバリューがスケールダウンすることとなり、団体のマイナー化に拍車がかかった。また小林が2度にわたって猪木に敗れたことや、永源とのコンビでIWA世界タッグ王座を奪取したことも、国際プロレスのイメージダウンや『国際プロレスアワー』の更なる視聴率の低下に繋がった。
- WWE（WWWF / WWF）には、ブルーノ・サンマルチノのWWWFヘビー級王座に挑戦した1974年以降にも1978年4月と1981年6月に遠征しており、それぞれ北東部地区を短期間サーキットしている。1978年の遠征時には当時の新王者ボブ・バックランドに挑戦し、ミル・マスカラスとも6人タッグマッチで対戦[47]。1981年の遠征時にはドン・ムラコのWWFインターコンチネンタル・ヘビー級王座、キラー・カーンと組んでトニー・ガレア&リック・マーテルのWWFタッグ王座に挑戦した[48]。
- 生年月日について一部資料には「1944年1月15日生まれ」とされる場合があるが、これは覆面太郎としての仮のプロフィールであり、実際の出生日は冒頭表記の通りである[36]。
- とある日に、熊本県在住の知人から電話が掛かって来た際に「小林さん、ちょっと珍しい人と代わります」と言い、電話を代わることになった。その人物は過去に確執があるグレート草津であり、電話口の小林に対して「オイ、お前何やってんだ、いま」と話し掛けられたが、黙って電話を切ったという[8]。この対応について小林は「業界から離れて長いのに、いまさらお前呼ばわりされることはないと思ってね」と語っている。
- 2001年7月27日に青梅市で姉妹バラバラ殺人事件が発生・報道された際、小林夫妻は事件のあったマンションの近所に住んでいたため、夫妻は寝間着とネグリジェのままレポーターのインタビューに答えていた。また、小林の妻は犯人が死体をバラバラにするチェーンソーの音を聞いたという[49]。

## 出演

### 映画
- 伊賀忍法帖（1982年、東映） - 金剛坊
- 伊賀野カバ丸（1983年、東映） - ヤキソバ屋のおやじ
- 探偵物語（1983年、東映） - 和田
- 超電子バイオマン（1984年、東映） - モンスター
- 野蛮人のように（1985年、東映） - 坊主（関東錦連合会）
- 塀の中の懲りない面々（1987年、松竹） - すずめ
- 独身アパートどくだみ荘（1988年、松竹） - 鉄
- ファイナルファイト 最後の一撃（1989年） - 世界格闘技選手権参加者

### テレビドラマ
- 銭形平次  第835話「鉄の爪」（1982年、CX / 東映） - 伊佐吉
- Gメン'82  第10話「燃えよ!香港少林寺」・第11話「吼えろ!香港少林寺」（1983年、TBS / 東映） - 巨漢
- 胸キュン探偵団（1983年、TBS / 東映）
- スーパー戦隊シリーズ（ANB / 東映）
  - 科学戦隊ダイナマン 第35話「新必殺技を求めて」（1983年） - 人造人間ゴン
  - 超電子バイオマン（1984年） - モンスター
- ペットントン 第9話「ムニムニ運動ホニホニ芸術」（1983年、CX / 東映） - 砲丸投げをする男
- 水戸黄門 第14部 第10話「初春格さん仇討ち相撲 -青森-」（1984年 TBS / C.A.L） - 恐山鬼五郎
- 遠山の金さん 第1シリーズ 第140話「女用心棒・黒猫のお銀II "女は心が命です"」（1985年、ANB / 東映）
- 巨獣特捜ジャスピオン 第7話「怪力イワゴリーラの大逆襲」（1985年、ANB / 東映） - デスマッチの相手
- 暴れん坊将軍II 第115話「借金取りを呑んだ女!」（1985年、ANB / 東映） - 妖怪
- 影の軍団IV（1985年、KTV / 東映） - 鬼源
- 金田一耕助の傑作推理 香水心中（1987年、TBS）
- 三匹が斬る! 第7話「勇み肌、男はご法度女人里」（1987年、ANB / 東映）
- ハングマンGOGO 第8話「夏の夜の悪夢! 恐怖の怪奇ホテル」（1987年、ABC / 松竹芸能） - タイガー
- ベイシティ刑事 第1話「プールサイドの女」（1987年、ANB / 東映）
- こんな学園みたことない! 第4話「バードウオッチングの罠」（1987年、YTV） - ナンバー9
- 塀の中の懲りない面々（1987年、TBS） - オカマのすずめ
- 勝手にしやがれヘイ!ブラザー 第9話「悪夢のディアフレンド」（1989年、NTV / セントラル・アーツ）
- 連続テレビ小説 凛凛と（1990年、NHK）
- 大河ドラマ（NHK）
  - 太平記（1991年） - 大男
  - 花の乱（1994年） - 赤鬼
  - 八代将軍吉宗（1995年） - 芸人
- 代表取締役刑事 第29話「愛と追憶の日々」（1991年、ANB / 石原プロ）

### バラエティ
- 痛快なりゆき番組 風雲!たけし城（1986年）- レギュラー守備軍
- 夕やけニャンニャン（1987年）- 準レギュラー
- タケちゃんの思わず休んでしまいました（1987年10月、フジテレビ）- カラオケパブの客役
- 総天然色バラエティー 北野テレビ（1989年4月 - 1989年9月、TBS）
- 加トちゃんケンちゃん光子ちゃん 笑いころげて春一番!（1991年4月5日、フジテレビ）

### CM
- パーラー金剛（香川県）
- モード学園
- バーコードバトラー
- 新羅会館 家族亭（三重県松阪市）
- プラックス（ファイザーオーラルケア） 1989年

## 音楽

### シングル
| 発売日           | 規格             | 規格品番         | 面               | タイトル                       | 作詞             | 作曲             | 編曲             |
| クラウンレコード | クラウンレコード | クラウンレコード | クラウンレコード | クラウンレコード               | クラウンレコード | クラウンレコード | クラウンレコード |
| ---------------- | ---------------- | ---------------- | ---------------- | ------------------------------ | ---------------- | ---------------- | ---------------- |
| 1986年           | EP               | CWA-384          | A                | それゆけ金剛                   | 荒木とよひさ     | 泉八沙           | 西崎進           |
| 1986年           | EP               | CWA-384          | B                | まじめのみじめはくらめのとどめ | 荒木とよひさ     | 泉八沙           | 西崎進           |
| キングレコード   |                  |                  |                  |                                |                  |                  |                  |
| 1988年           | EP               | K07D-80034       | A                | 花の追網                       | 翠まさひろ       | 泉八沙           | 西崎進           |
| 1988年           | EP               | K07D-80034       | B                | 俺は闘犬                       | 広田文男         | 泉八沙           | 西崎進           |